# Banca minorista
Una banca minorista, también conocida como banca de consumo, es la prestación de servicios por un banco al público en general, en lugar de a las empresas, corporaciones u otros bancos, que a menudo se describen como banca mayorista. Los servicios bancarios que se consideran minoristas incluyen la provisión de cuentas de ahorros y transacciones, hipotecas, préstamos personales, tarjetas de débito y tarjetas de crédito. La banca minorista también se distingue de la banca de inversión o banca comercial. También puede referirse a una división o departamento de un banco que trata con clientes individuales.
En los EE. UU., el término banco comercial se usa para que un banco normal lo distinga de un banco de inversión. Después de la Gran Depresión, la Ley Glass-Steagall requirió que los bancos normales solo realicen actividades bancarias, mientras que los bancos de inversión se limitaron a las actividades del mercado de capitales. Esta distinción fue derogada en la década de 1990. El banco comercial también puede referirse a un banco o una división de un banco que en su mayoría se ocupa de depósitos y préstamos de corporaciones o grandes empresas, a diferencia de los miembros individuales del público (banca minorista).